# Коченгин, Павел Фортунатович
Коченгин Павел Фортунатович (1858 — ?) — русский военачальник, генерал-майор (с 1914). Участник военных действий в Китае 1900—1901 гг., русско-японской 1904—1905 гг. и Первой мировой войн.

## Биография
Сын священника Томской губернии, образование получил в духовном училище.
В службу вступил 4 марта 1876 года. Окончил Казанское пехотное юнкерское училище (1883). Выпущен прапорщиком (ст. 14.03.1883) в 8-й Западно-Сибирский линейный батальон. Подпоручик (ст. 30.08.1884). Поручик (ст. 30.08.1888). Штабс-капитан (ст. 01.08.1894). Участник похода в Китай 1900-01. Капитан (ст. 06.05.1900).
Участник русско-японской войны 1904-1905. Подполковник (пр. 1905; ст. 14.01.1905; за отличие). Награждён орденом Св. Георгия 4-й ст. (ВП 30.07.1905).
Полковник (пр. 1908; ст. 26.11.1908; за отличие). Командир 3-го Кавказского стрелкового батальона (30.01.1909-09.07.1910).
Командир 3-го Кавказского стрелкового полка (с 09.07.1910). В 03.1915 в том же чине и должности. Награждён Георгиевским оружием (ВП 21.03.1915). Генерал-майор (ст. 17.10.1914). Командир бригады 51-й пехотной дивизии (с 21.08.1915). Командующий 111-й пехотной дивизией (с 07.10.1917).
В 1917 году состоял в резерве чинов при штабе Киевского ВО. 31 августа 1918 года зачислен в резерв чинов при штабе Сибирской армии. 29 сентября 1918 года назначен в состав распорядительного комитета для управления Омским гарнизонным собранием. В 1919 году состоял в резерве чинов при штабе Омского военного округа.